# Believe Tour
Die Believe Tour war die zweite Konzerttournee des kanadischen Sängers Justin Bieber. Mit ihr stellte er sein drittes Studioalbum Believe vor.

## Hintergrund
Die Tour wurde im Mai 2012 während Biebers Auftritt in The Ellen DeGeneres Show angekündigt. Am selben Tag wurden Konzerte in den Vereinigten Staaten und Kanada angekündigt. Weitere Konzerte in Asien, Australien, Südamerika, Südafrika und dem Nahen Osten wurden im Juli 2012 bestätigt.
Die Proben begannen im Juli 2012 in der Long Beach Arena in Long Beach, Kalifornien. Bieber und seine Crew hatten zehnstündige Arbeitstage. Bieber sagte, er hätte mit der Tournee vieles zu beweisen.
Die Tournee war in den Vereinigten Staaten ein großer Erfolg. Viele Konzerte waren bereits nach einer Stunde ausverkauft. Im August begann Bieber, online nach Tänzern für die Tournee zu suchen.
Das erste Konzert der Tournee, welches in Glendale, Arizona stattfand, machte Schlagzeilen, da Bieber sich während des Konzertes auf und hinter der Bühne übergab. Das Konzert wurde nach einer kurzen Pause jedoch fortgesetzt.
Justin Bieber erwähnte zudem Unruhen bei seinem Konzert in Tacoma, Washington. Nach der Show twitterte Bieber, dass sein privater Laptop und seine Kamera während des Konzertes gestohlen wurden. Drei Tage nach dem Vorfall feierte das Musikvideo zu Beauty and a Beat, der dritten Single von Believe auf Vevo mit dem Vorspann „Im Oktober 2012 wurden drei Stunden privates Material des Musikers Justin Bieber gestohlen. Die folgende Filmmaterial wurde illegal von einem anonymen Blogger hochgeladen.“ Premiere. Viele Pressekanäle nannten den Vorfall eine PR-Aktion, um das Musikvideo zu bewerben. Biebers Management hielt jedoch an dessen Aussage fest.
Als seinen Lieblingsmoment der Tournee nannte Bieber die Anfänge der Konzerte, bei denen er von der Decke der Halle mit Engelsflügeln, welche aus allen Instrumenten, die Bieber selbst spielt, bestanden. Hierbei war es ihm möglich, das Publikum für dreißig Sekunden von oben zu überblicken.

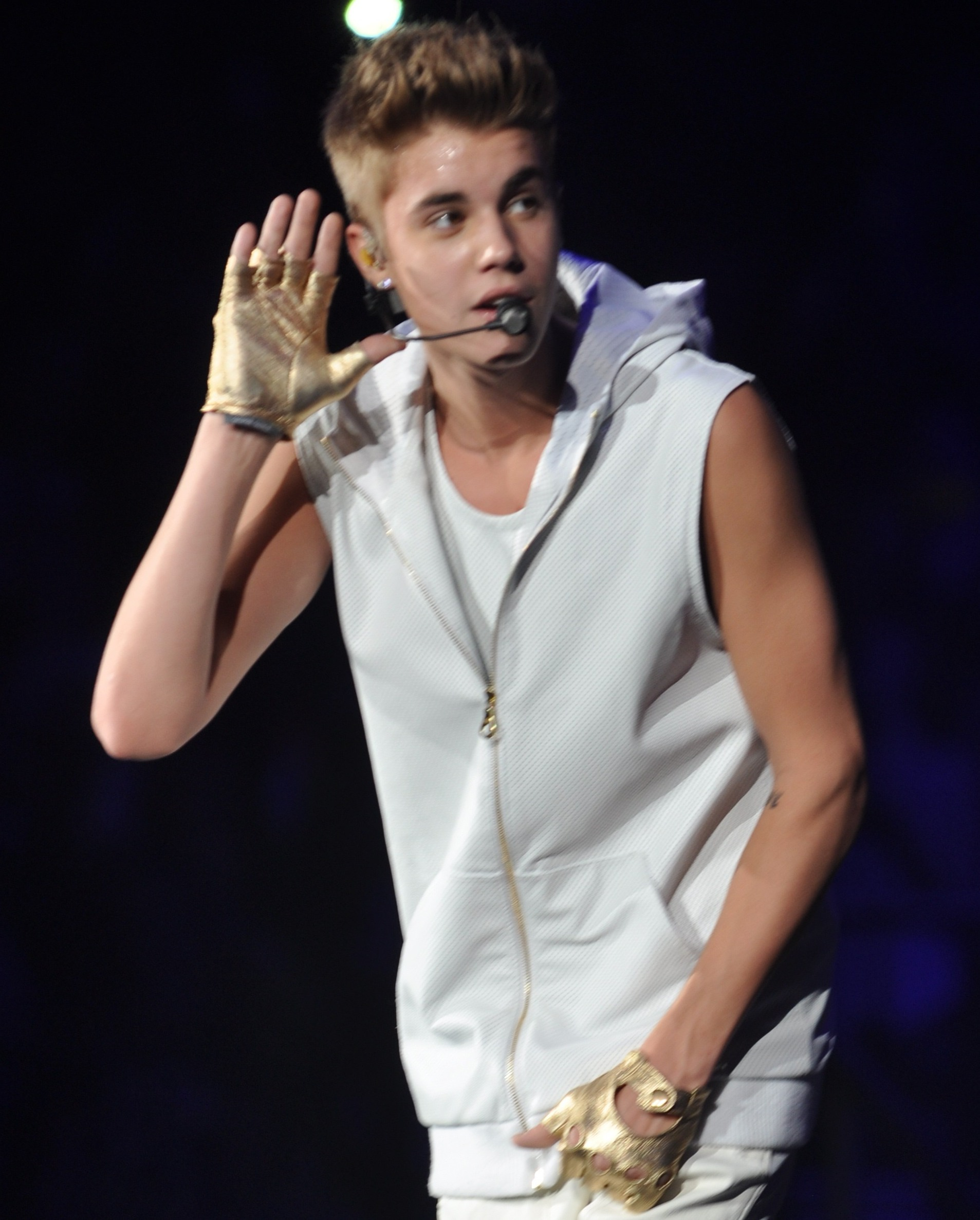
Bieber bei einem Konzert (20. Oktober 2012)

## Setliste
Die Setliste entspricht der des Konzertes am 28. Juni 2013. Die Reihenfolge und die Auswahl der Lieder kann bei einigen Konzerten geringfügig abweichen.
1. All Around the World
2. Take You
3. Catching Feelings
4. One Time / Eenie Meenie / Somebody to Love
5. Love Me Like You Do
6. She Don’t Like the Lights
7. Die in Your Arms
8. Out of Town Girl
9. Be Alright
10. Fall
11. Never Say Never
12. Beauty and a Beat
13. One Less Lonely Girl
14. As Long As You Love Me
15. Believe
16. Boyfriend
17. Baby

## Konzerte
| Datum              | Stadt             | Land                         | Veranstaltungsort                        | Vorgruppe                     | Besucherzahl          | Einnahmen    |
| Nordamerika        | Nordamerika       | Nordamerika                  | Nordamerika                              | Nordamerika                   | Nordamerika           | Nordamerika  |
| ------------------ | ----------------- | ---------------------------- | ---------------------------------------- | ----------------------------- | --------------------- | ------------ |
| 29. September 2012 | Glendale          | Vereinigte Staaten           | Jobing.com Arena                         | Cody Simpson Carly Rae Jepsen | 13.428 / 13.428       | $1.013.460   |
| 30. September 2012 | Las Vegas         | Vereinigte Staaten           | MGM Grand Garden Arena                   | Cody Simpson Carly Rae Jepsen | 13.504 / 13.504       | $1.076.868   |
| 2. Oktober 2012    | Los Angeles       | Vereinigte Staaten           | Staples Center                           | Cody Simpson Carly Rae Jepsen | 27.546 / 27.546       | $2.238.937   |
| 3. Oktober 2012    | Los Angeles       | Vereinigte Staaten           | Staples Center                           | Cody Simpson Carly Rae Jepsen | 27.546 / 27.546       | $2.238.937   |
| 5. Oktober 2012    | Fresno            | Vereinigte Staaten           | Save Mart Center                         | Cody Simpson Carly Rae Jepsen | 11.965 / 11.965       | $1.323.632   |
| 6. Oktober 2012    | Oakland           | Vereinigte Staaten           | Oracle Arena                             | Cody Simpson Carly Rae Jepsen | 14.126 / 14.126       | $1.063.978   |
| 8. Oktober 2012    | Portland          | Vereinigte Staaten           | Rose Garden                              | Carly Rae Jepsen              | 14.550 / 14.550       | $1.002.495   |
| 9. Oktober 2012    | Tacoma            | Vereinigte Staaten           | Tacoma Dome                              | Carly Rae Jepsen              | 20.259 / 20.259       | $1.338.701   |
| 10. Oktober 2012   | Vancouver         | Kanada                       | Rogers Arena                             | Carly Rae Jepsen              | 14.423 / 14.423       | $1.215.360   |
| 12. Oktober 2012   | Calgary           | Kanada                       | Scotiabank Saddledome                    | Carly Rae Jepsen              | 13.631 / 13.631       | $1.117.440   |
| 15. Oktober 2012   | Edmonton          | Kanada                       | Rexall Place                             | Carly Rae Jepsen              | 13.663 / 13.663       | $1.137.620   |
| 16. Oktober 2012   | Saskatoon         | Kanada                       | Credit Union Centre                      | Carly Rae Jepsen              | 13.113 / 13.113       | $1.052.590   |
| 18. Oktober 2012   | Winnipeg          | Kanada                       | MTS Centre                               | Carly Rae Jepsen              | 13.326 / 13.326       | $1.048.840   |
| 20. Oktober 2012   | Minneapolis       | Vereinigte Staaten           | Target Center                            | Carly Rae Jepsen              | 14.532 / 14.532       | $1.071.284   |
| 21. Oktober 2012   | Milwaukee         | Vereinigte Staaten           | BMO Harris Bradley Center                | Carly Rae Jepsen              | 14.957 / 14.957       | $1.065.557   |
| 23. Oktober 2012   | Rosemont          | Vereinigte Staaten           | Allstate Arena                           | Carly Rae Jepsen              | 27.132 / 27.132       | $2.125.924   |
| 24. Oktober 2012   | Rosemont          | Vereinigte Staaten           | Allstate Arena                           | Carly Rae Jepsen              | 27.132 / 27.132       | $2.125.924   |
| 26. Oktober 2012   | Kansas City       | Vereinigte Staaten           | Sprint Center                            | Carly Rae Jepsen              | 13.972 / 13.972       | $1.033.314   |
| 27. Oktober 2012   | St. Louis         | Vereinigte Staaten           | Scottrade Center                         | Carly Rae Jepsen              | 15.034 / 15.034       | $1.108.442   |
| 29. Oktober 2012   | Dallas            | Vereinigte Staaten           | American Airlines Center                 | Carly Rae Jepsen              | 14.094 / 14.094       | $1.066.183   |
| 30. Oktober 2012   | Houston           | Vereinigte Staaten           | Toyota Center                            | Carly Rae Jepsen              | 13.084 / 13.084       | $1.021.718   |
| 1. November 2012   | Memphis           | Vereinigte Staaten           | FedExForum                               | Carly Rae Jepsen              | 13.511 / 13.511       | $932.669     |
| 2. November 2012   | Louisville        | Vereinigte Staaten           | KFC Yum! Center                          | Carly Rae Jepsen              | 16.334 / 16.334       | $1.158.153   |
| 4. November 2012   | Philadelphia      | Vereinigte Staaten           | Wells Fargo Center                       | Carly Rae Jepsen              | 8.393 / 69.393        | $1.247.574   |
| 5. November 2012   | Washington, D.C.  | Vereinigte Staaten           | Verizon Center                           | Cody Simpson Jaden Smith      | 14.472 / 14.472       | $1.169.569   |
| 9. November 2012   | East Rutherford   | Vereinigte Staaten           | Izod Center                              | Cody Simpson Jaden Smith      | 15.956 / 15.956       | $1.233.492   |
| 10. November 2012  | Boston            | Vereinigte Staaten           | TD Garden                                | Cody Simpson Jaden Smith      | 13.561 / 13.561       | $1.087.270   |
| 12. November 2012  | Brooklyn          | Vereinigte Staaten           | Barclays Center                          | Cody Simpson Jaden Smith      | 14.261 / 14.261       | $1.107.390   |
| 20. November 2012  | Pittsburgh        | Vereinigte Staaten           | Consol Energy Center                     | –                             | 14.263 / 14.263       | $1.029.318   |
| 21. November 2012  | Auburn Hills      | Vereinigte Staaten           | Palace of Auburn Hills                   | Carly Rae Jepsen              | 15.469 / 15.469       | $1.178.456   |
| 23. November 2012  | Ottawa            | Kanada                       | Scotiabank Place                         | Carly Rae Jepsen The Wanted   | 13.696 / 13.696       | $1.104.550   |
| 26. November 2012  | Montreal          | Kanada                       | Bell Centre                              | Carly Rae Jepsen The Wanted   | 15.870 / 15.870       | $1.255.360   |
| 28. November 2012  | New York City     | Vereinigte Staaten           | Madison Square Garden                    | Carly Rae Jepsen The Wanted   | 29.680 / 29.680       | $2.390.196   |
| 29. November 2012  | New York City     | Vereinigte Staaten           | Madison Square Garden                    | Carly Rae Jepsen The Wanted   | 29.680 / 29.680       | $2.390.196   |
| 1. Dezember 2012   | Toronto           | Kanada                       | Rogers Centre                            | Carly Rae Jepsen The Wanted   | 43.817 / 43.817       | $2.671.520   |
| 5. Januar 2013     | Salt Lake City    | Vereinigte Staaten           | EnergySolutions Arena                    | Carly Rae Jepsen              | 14.693 / 14.693       | $1.007.579   |
| 7. Januar 2013     | Denver            | Vereinigte Staaten           | Pepsi Center                             | Carly Rae Jepsen              | 13.629 / 13.629       | $1.015.154   |
| 9. Januar 2013     | Tulsa             | Vereinigte Staaten           | BOK Center                               | Carly Rae Jepsen              | 12.985 / 12.985       | $888.101     |
| 10. Januar 2013    | North Little Rock | Vereinigte Staaten           | Verizon Arena                            | Carly Rae Jepsen              | 14.849 / 14.849       | $974.452     |
| 12. Januar 2013    | San Antonio       | Vereinigte Staaten           | AT&T Center                              | Carly Rae Jepsen              | 14.653 / 14.653       | $985.153     |
| 15. Januar 2013    | New Orleans       | Vereinigte Staaten           | New Orleans Arena                        | Carly Rae Jepsen Cody Simpson | 13.986 / 13.986       | $1.002.620   |
| 16. Januar 2013    | Birmingham        | Vereinigte Staaten           | Legacy Arena at The BJCC                 | Carly Rae Jepsen Cody Simpson | 13.530 / 13.530       | $920.078     |
| 18. Januar 2013    | Nashville         | Vereinigte Staaten           | Bridgestone Arena                        | Carly Rae Jepsen Cody Simpson | 14.287 / 14.287       | $1.046.887   |
| 19. Januar 2013    | Greensboro        | Vereinigte Staaten           | Greensboro Coliseum                      | Carly Rae Jepsen Cody Simpson | 15.395 / 15.395       | $998.126     |
| 22. Januar 2013    | Charlotte         | Vereinigte Staaten           | Time Warner Cable Arena                  | Carly Rae Jepsen Cody Simpson | 15.272 / 15.272       | $1.089.601   |
| 23. Januar 2013    | Atlanta           | Vereinigte Staaten           | Philips Arena                            | Carly Rae Jepsen Cody Simpson | 12.686 / 12.686       | $995.137     |
| 25. Januar 2013    | Orlando           | Vereinigte Staaten           | Amway Center                             | Carly Rae Jepsen Cody Simpson | 13.355 / 13.355       | $1.009.923   |
| 26. Januar 2013    | Miami             | Vereinigte Staaten           | American Airlines Arena                  | Carly Rae Jepsen Cody Simpson | 27.580 / 27.580       | $2.178.830   |
| 27. Januar 2013    | Miami             | Vereinigte Staaten           | American Airlines Arena                  | Carly Rae Jepsen Cody Simpson | 27.580 / 27.580       | $2.178.830   |
| Europa             |                   |                              |                                          |                               |                       |              |
| 17. Februar 2013   | Dublin            | Irland                       | The O2                                   | –                             | –                     | –            |
| 18. Februar 2013   | Dublin            | Irland                       | The O2                                   | –                             | –                     | –            |
| 21. Februar 2013   | Manchester        | England                      | Manchester Arena                         | Carly Rae Jepsen Cody Simpson | 28.678 / 28.678       | $2.398.540   |
| 22. Februar 2013   | Manchester        | England                      | Manchester Arena                         | Carly Rae Jepsen Cody Simpson | 28.678 / 28.678       | $2.398.540   |
| 24. Februar 2013   | Liverpool         | England                      | Echo Arena Liverpool                     | –                             | –                     | –            |
| 27. Februar 2013   | Birmingham        | England                      | National Indoor Arena                    | Cody Simpson                  | 20.619 / 21.690       | $1.923.850   |
| 28. Februar 2013   | Birmingham        | England                      | National Indoor Arena                    | Cody Simpson                  | 20.619 / 21.690       | $1.923.850   |
| 2. März 2013       | Nottingham        | England                      | National Ice Centre                      | –                             | –                     | –            |
| 4. März 2013       | London            | England                      | The O2 Arena                             | Carly Rae Jepsen Cody Simpson | 58.479 / 60.281       | $5.053.170   |
| 5. März 2013       | London            | England                      | The O2 Arena                             | Carly Rae Jepsen Cody Simpson | 58.479 / 60.281       | $5.053.170   |
| 7. März 2013       | London            | England                      | The O2 Arena                             | Carly Rae Jepsen Cody Simpson | 58.479 / 60.281       | $5.053.170   |
| 8. März 2013       | London            | England                      | The O2 Arena                             | Carly Rae Jepsen Cody Simpson | 58.479 / 60.281       | $5.053.170   |
| 11. März 2013      | Lissabon          | Portugal                     | Pavilhão Atlântico                       | Carly Rae Jepsen              | –                     | –            |
| 14. März 2013      | Madrid            | Spanien                      | Palacio de los Deportes                  | Carly Rae Jepsen              | –                     | –            |
| 16. März 2013      | Barcelona         | Spanien                      | Palau Sant Jordi                         | Carly Rae Jepsen              | –                     | –            |
| 19. März 2013      | Paris             | Frankreich                   | Palais Omnisports de Paris-Bercy         | Carly Rae Jepsen              | –                     | –            |
| 22. März 2013      | Zürich            | Schweiz                      | Hallenstadion                            | Carly Rae Jepsen Cody Simpson | 13.000 / 13.000       | $1.364.500   |
| 23. März 2013      | Bologna           | Italien                      | Unipol Arena                             | Carly Rae Jepsen              | –                     | –            |
| 25. März 2013      | Łódź              | Polen                        | Atlas Arena                              | Honorata Skarbek              | –                     | –            |
| 28. März 2013      | München           | Deutschland                  | Olympiahalle                             | –                             | –                     | –            |
| 30. März 2013      | Wien              | Österreich                   | Wiener Stadthalle                        | –                             | –                     | –            |
| 31. März 2013      | Berlin            | Deutschland                  | O2 World                                 | Neon Dogs                     | 9.475 / 13.289        | $810.632     |
| 2. April 2013      | Hamburg           | Deutschland                  | O2 World Hamburg                         | Neon Dogs                     | 9.204 / 12.984        | $871.682     |
| 3. April 2013      | Frankfurt am Main | Deutschland                  | Festhalle                                | –                             | –                     | –            |
| 5. April 2013      | Dortmund          | Deutschland                  | Westfalenhallen                          | –                             | –                     | –            |
| 6. April 2013      | Köln              | Deutschland                  | Lanxess Arena                            | –                             | –                     | –            |
| 8. April 2013      | Straßburg         | Frankreich                   | Zénith de Strasbourg                     | –                             | –                     | –            |
| 10. April 2013     | Antwerpen         | Belgien                      | Sportpaleis                              | –                             | 35.751 / 36.939       | $2.598.300   |
| 11. April 2013     | Antwerpen         | Belgien                      | Sportpaleis                              | –                             | 35.751 / 36.939       | $2.598.300   |
| 13. April 2013     | Arnhem            | Niederlande                  | GelreDome XS                             | –                             | –                     | –            |
| 16. April 2013     | Oslo              | Norwegen                     | Telenor Arena                            | Carly Rae Jepsen              | 69.246 / 71.091       | $7.887.802   |
| 17. April 2013     | Oslo              | Norwegen                     | Telenor Arena                            | Carly Rae Jepsen              | 69.246 / 71.091       | $7.887.802   |
| 18. April 2013     | Oslo              | Norwegen                     | Telenor Arena                            | Carly Rae Jepsen              | 69.246 / 71.091       | $7.887.802   |
| 20. April 2013     | Kopenhagen        | Dänemark                     | Parken                                   | –                             | –                     | –            |
| 22. April 2013     | Stockholm         | Schweden                     | Ericsson Globe                           | –                             | –                     | –            |
| 23. April 2013     | Stockholm         | Schweden                     | Ericsson Globe                           | –                             | –                     | –            |
| 24. April 2013     | Stockholm         | Schweden                     | Ericsson Globe                           | –                             | –                     | –            |
| 26. April 2013     | Helsinki          | Finnland                     | Hartwall Areena                          | –                             | –                     | –            |
| 28. April 2013     | Sankt Petersburg  | Russland                     | SKK Peterburgski                         | –                             | –                     | –            |
| 30. April 2013     | Moskau            | Russland                     | Olimpijski                               | –                             | –                     | –            |
| 2. Mai 2013        | Istanbul          | Türkei                       | İTÜ Stadyumu                             | –                             | –                     | –            |
| Asien              |                   |                              |                                          |                               |                       |              |
| 4. Mai 2013        | Dubai             | Vereinigte Arabische Emirate | The Sevens Stadium                       | –                             | 28.544 / 46.850       | $7.773.419   |
| 5. Mai 2013        | Dubai             | Vereinigte Arabische Emirate | The Sevens Stadium                       | –                             | 28.544 / 46.850       | $7.773.419   |
| Afrika             |                   |                              |                                          |                               |                       |              |
| 8. Mai 2013        | Kapstadt          | Südafrika                    | Cape Town Stadium                        | –                             | –                     | –            |
| 12. Mai 2013       | Johannesburg      | Südafrika                    | Soccer City                              | –                             | –                     | –            |
| Nordamerika        |                   |                              |                                          |                               |                       |              |
| 22. Juni 2013      | San Diego         | Vereinigte Staaten           | Valley View Casino Center                | Hot Chelle Rae Mike Posner    | 10.832 / 10.832       | $915.852     |
| 24. Juni 2013      | Los Angeles       | Vereinigte Staaten           | Staples Center                           | Hot Chelle Rae Mike Posner    | 27.994 / 27.994       | $2.307.566   |
| 25. Juni 2013      | Los Angeles       | Vereinigte Staaten           | Staples Center                           | Hot Chelle Rae Mike Posner    | 27.994 / 27.994       | $2.307.566   |
| 26. Juni 2013      | San José          | Vereinigte Staaten           | HP Pavilion                              | Hot Chelle Rae Mike Posner    | 12.996 / 12.996       | $1.082.050   |
| 28. Juni 2013      | Las Vegas         | Vereinigte Staaten           | MGM Grand Garden Arena                   | Hot Chelle Rae Mike Posner    | 13.362 / 13.362       | $1.103.893   |
| 30. Juni 2013      | Denver            | Vereinigte Staaten           | Pepsi Center                             | Hot Chelle Rae Mike Posner    | 12.885 / 12.885       | $1.022.453   |
| 2. Juli 2013       | Oklahoma City     | Vereinigte Staaten           | Chesapeake Energy Arena                  | Hot Chelle Rae Mike Posner    | 12.209 / 12.209       | $973.740     |
| 3. Juli 2013       | Dallas            | Vereinigte Staaten           | American Airlines Center                 | Hot Chelle Rae Mike Posner    | 13.945 / 13.945       | $1.141.555   |
| 6. Juli 2013       | Omaha             | Vereinigte Staaten           | CenturyLink Center                       | Hot Chelle Rae Mike Posner    | 14.109 / 14.109       | $1.090.542   |
| 7. Juli 2013       | Des Moines        | Vereinigte Staaten           | Wells Fargo Arena                        | Hot Chelle Rae Mike Posner    | 13.108 / 13.108       | $1.040.329   |
| 9. Juli 2013       | Chicago           | Vereinigte Staaten           | United Center                            | Hot Chelle Rae Mike Posner    | 14.574 / 14.574       | $1.198.621   |
| 10. Juli 2013      | Indianapolis      | Vereinigte Staaten           | Bankers Life Fieldhouse                  | Hot Chelle Rae Mike Posner    | 14.088 / 14.088       | $1.091.325   |
| 12. Juli 2013      | Columbus          | Vereinigte Staaten           | Nationwide Arena                         | Hot Chelle Rae Mike Posner    | 14.002 / 14.002       | $1.101.544   |
| 13. Juli 2013      | Cleveland         | Vereinigte Staaten           | Quicken Loans Arena                      | Hot Chelle Rae Mike Posner    | 15.084 / 15.084       | $1.148.356   |
| 15. Juli 2013      | Buffalo           | Vereinigte Staaten           | First Niagara Center                     | Hot Chelle Rae Mike Posner    | 14.789 / 14.789       | $1.148.023   |
| 17. Juli 2013      | Philadelphia      | Vereinigte Staaten           | Wells Fargo Center                       | Hot Chelle Rae Mike Posner    | 15.065 / 15.065       | $1.243.009   |
| 18. Juli 2013      | Hartford          | Vereinigte Staaten           | XL Center                                | Hot Chelle Rae Mike Posner    | 12.404 / 12.404       | $1.032.636   |
| 20. Juli 2013      | Boston            | Vereinigte Staaten           | TD Garden                                | Hot Chelle Rae Mike Posner    | 13.450 / 13.450       | $1.123.874   |
| 23. Juli 2013      | Ottawa            | Kanada                       | Scotiabank Place                         | Hot Chelle Rae Mike Posner    | 13.741 / 13.741       | $1.102.540   |
| 25. Juli 2013      | Toronto           | Kanada                       | Air Canada Centre                        | Hot Chelle Rae Mike Posner    | 29.153 / 29.153       | $2.398.100   |
| 26. Juli 2013      | Toronto           | Kanada                       | Air Canada Centre                        | Hot Chelle Rae Mike Posner    | 29.153 / 29.153       | $2.398.100   |
| 28. Juli 2013      | Detroit           | Vereinigte Staaten           | Joe Louis Arena                          | Hot Chelle Rae Mike Posner    | 15.148 / 15.148       | $1.208.287   |
| 30. Juli 2013      | Newark            | Vereinigte Staaten           | Prudential Center                        | Hot Chelle Rae Mike Posner    | 26.824 / 26.824       | $2.211.502   |
| 31. Juli 2013      | Newark            | Vereinigte Staaten           | Prudential Center                        | Hot Chelle Rae Mike Posner    | 26.824 / 26.824       | $2.211.502   |
| 2. August 2013     | Brooklyn          | Vereinigte Staaten           | Barclays Center                          | Hot Chelle Rae Mike Posner    | 14.587 / 14.587       | $1.207.640   |
| 3. August 2013     | Washington, D.C.  | Vereinigte Staaten           | Verizon Center                           | Hot Chelle Rae Mike Posner    | 14.647 / 14.647       | $1.203.291   |
| 5. August 2013     | Columbia          | Vereinigte Staaten           | Colonial Life Arena                      | Hot Chelle Rae Mike Posner    | 12.540 / 12.540       | $996.246     |
| 7. August 2013     | Jacksonville      | Vereinigte Staaten           | Jacksonville Veterans Memorial Arena     | Ariana Grande Cody Simpson    | 11.526 / 11.526       | $936.990     |
| 8. August 2013     | Tampa             | Vereinigte Staaten           | Tampa Bay Times Forum                    | Ariana Grande Cody Simpson    | 14.099 / 14.099       | $1.101.576   |
| 10. August 2013    | Atlanta           | Vereinigte Staaten           | Philips Arena                            | Ariana Grande Cody Simpson    | 12.407 / 12.407       | $1.019.885   |
| Asien              |                   |                              |                                          |                               |                       |              |
| 23. September 2013 | Marina Bay        | Singapur                     | Marina Bay Street Circuit                | –                             | –                     |              |
| 26. September 2013 | Bangkok           | Thailand                     | Impact Challenger                        | –                             | –                     |              |
| 29. September 2013 | Peking            | Volksrepublik China          | MasterCard Center                        | –                             | –                     |              |
| 2. Oktober 2013    | Dalian            | Volksrepublik China          | Dalian Arena                             | –                             | –                     |              |
| 5. Oktober 2013    | Shanghai          | Volksrepublik China          | Mercedes-Benz Arena                      | –                             | –                     |              |
| 7. Oktober 2013    | Saitama           | Japan                        | Saitama Super Arena                      | –                             | –                     |              |
| 10. Oktober 2013   | Seoul             | Südkorea                     | Olympic Gymnastics Arena                 | –                             | –                     |              |
| 12. Oktober 2013   | Macau             | Macau                        | Cotai Arena                              | –                             | –                     |              |
| Nordamerika        |                   |                              |                                          |                               |                       |              |
| 19. Oktober 2013   | San Juan          | Puerto Rico                  | José Miguel Agrelot Coliseum             | –                             | 13.674 / 13.674       | $1.707.044   |
| 22. Oktober 2013   | Santo Domingo     | Dominikanische Republik      | Estadio Olímpico Félix Sánchez           | –                             | 11.321 / 21.850       | $941.883     |
| Südamerika         |                   |                              |                                          |                               |                       |              |
| 24. Oktober 2013   | Panama-Stadt      | Panama                       | Estadio Rommel Fernández                 | –                             | –                     | –            |
| 26. Oktober 2013   | Guatemala-Stadt   | GTM                          | Estadio Cementos Progreso                | –                             | –                     | –            |
| 29. Oktober 2013   | Bogotá            | Kolumbien                    | Estadio Nemesio Camacho                  | –                             | –                     | –            |
| 31. Oktober 2013   | Quito             | Ecuador                      | Estadio Olímpico Atahualpa               | –                             | 18.962 / 27.000       | $2.481.840   |
| 2. November 2013   | São Paulo         | Brasilien                    | Arena Anhembi                            | –                             | 35.374 / 35.374       | $3.266.480   |
| 3. November 2013   | Rio de Janeiro    | Brasilien                    | Praça da Apoteose                        | –                             | 22.199 / 32.199       | $2.460.450   |
| 6. November 2013   | Asunción          | Paraguay                     | Jockey Club                              | –                             | 11.325 / 22.780       | $1.228.090   |
| 8. November 2013   | Córdoba           | Argentinien                  | Estadio Mario Alberto Kempes             | Carly Rae Jepsen              | 23.565 / 23.565       | $2.633.870   |
| 9. November 2013   | Buenos Aires      | Argentinien                  | River Plate Stadium                      | –                             | –                     | –            |
| 10. November 2013  | Buenos Aires      | Argentinien                  | River Plate Stadium                      | –                             | –                     | –            |
| 12. November 2013  | Santiago          | Chile                        | Estadio Nacional Julio Martínez Prádanos | Carly Rae Jepsen              | 47.969 / 52.300       | $4.948.320   |
| 13. November 2013  | Montevideo        | Uruguay                      | Estadio Centenario                       | –                             | –                     | –            |
| Nordamerika        |                   |                              |                                          |                               |                       |              |
| 18. November 2013  | Mexiko-Stadt      | Mexiko                       | Foro Sol                                 | –                             | 98.358 / 107.746      | $6.999.860   |
| 19. November 2013  | Mexiko-Stadt      | Mexiko                       | Foro Sol                                 | –                             | 98.358 / 107.746      | $6.999.860   |
| Ozeanien           |                   |                              |                                          |                               |                       |              |
| 23. November 2013  | Auckland          | Neuseeland                   | Vector Arena                             | –                             | –                     | –            |
| 26. November 2013  | Brisbane          | Australien                   | Brisbane Entertainment Centre            | Cody Simpson                  | 13.263 / 19.960       | $1.655.360   |
| 27. November 2013  | Brisbane          | Australien                   | Brisbane Entertainment Centre            | Cody Simpson                  | 13.263 / 19.960       | $1.655.360   |
| 29. November 2013  | Sydney            | Australien                   | Allphones Arena                          | Cody Simpson                  | 22.911 / 24.566       | $2.946.530   |
| 30. November 2013  | Sydney            | Australien                   | Allphones Arena                          | Cody Simpson                  | 22.911 / 24.566       | $2.946.530   |
| 2. Dezember 2013   | Melbourne         | Australien                   | Rod Laver Arena                          | Cody Simpson                  | 22.543 / 23.925       | $2.706.030   |
| 3. Dezember 2013   | Melbourne         | Australien                   | Rod Laver Arena                          | Cody Simpson                  | 22.543 / 23.925       | $2.706.030   |
| 5. Dezember 2013   | Adelaide          | Australien                   | Adelaide Entertainment Centre            | Cody Simpson                  | –                     | –            |
| 8. Dezember 2013   | Perth             | Australien                   | Perth Arena                              | Cody Simpson                  | 10.732 / 11.087       | $1.376.970   |
| Insgesamt          | Insgesamt         | Insgesamt                    | Insgesamt                                | Insgesamt                     | 1.694.897 / 1.771.355 | $149.785.753 |

## Abgesagte Konzerte
| Datum             | Stadt     | Land       | Veranstaltungsort          | Grund                     |
| ----------------- | --------- | ---------- | -------------------------- | ------------------------- |
| 23. Februar 2013  | Sheffield | England    | Motorpoint Arena Sheffield | Planungskonflikte         |
| 12. März 2013     | Lissabon  | Portugal   | Pavilhão Atlântico         | Unvorhergesehene Umstände |
| 14. März 2013     | Bilbao    | Spanien    | Bizkaia Arena              | Logistische Probleme      |
| 25. März 2013     | Lyon      | Frankreich | Halle Tony Garnier         | Planungskonflikte         |
| 6. Mai 2013       | Maskat    | Oman       | Al-Wattayah Stadium        | Unbekannt                 |
| 24. November 2013 | Auckland  | Neuseeland | Vector Arena               | Unvorhergesehene Umstände |